# Olympische Jugend-Winterspiele 2016/Teilnehmer (Vereinigte Staaten)
| Gelbes Symbol für Goldmedaillen mit stilisierten Olympischen Ringen | Graues Symbol für Silbermedaillen mit stilisierten Olympischen Ringen | Braundes Symbol für Bronzemedaillen mit stilisierten Olympischen Ringen |
| ------------------------------------------------------------------- | --------------------------------------------------------------------- | ----------------------------------------------------------------------- |
| 10                                                                  | 6                                                                     | —                                                                       |

Die Vereinigten Staaten nahmen an den Olympischen Jugend-Winterspielen 2016 im norwegischen Lillehammer mit 62 Athletinnen und Athleten in 15 Sportarten teil.

## Medaillen
Mit zehn gewonnenen Gold- und sechs Silbermedaillen belegte das US-amerikanische Team Platz 1 im Medaillenspiegel.

## Sportarten

### Biathlon
| Athleten                                                | Wettbewerb           | Zeit (Schießfehler) | Rang |
| ------------------------------------------------------- | -------------------- | ------------------- | ---- |
| Jungen                                                  |                      |                     |      |
| Václav Červenka                                         | 7,5 km Sprint        | 21:52,2 min (4)     | 36   |
| Václav Červenka                                         | 10 km Verfolgung     | 32:04,9 min (1)     | 20   |
| Eli Nielsen                                             | 7,5 km Sprint        | 22:59,6 min (6)     | 46   |
| Eli Nielsen                                             | 10 km Verfolgung     | 36:24,1 min (6)     | 45   |
| Mädchen                                                 |                      |                     |      |
| Amanda Kautzer                                          | 6 km Sprint          | 19:22,4 min (2)     | 10   |
| Amanda Kautzer                                          | 7,5 km Verfolgung    | 29:17,1 min (8)     | 27   |
| Chloe Levins                                            | 6 km Sprint          | 19:56,6 min (2)     | 22   |
| Chloe Levins                                            | 7,5 km Verfolgung    | 25:47,6 min (0)     | 4    |
| Gemischt                                                |                      |                     |      |
| Chloe Levins Vaclav Cervenka                            | Single Mixed-Staffel | 42:29,2 min (1+8)   | 6    |
| Chloe Levins Amanda Kautzer Eli Nielsen Vaclav Cervenka | Mixed-Staffel        | 1:24:56,2 h (3+12)  | 7    |

### Bob
| Athleten     | Wettbewerb | Durchgang 1 | Durchgang 1 | Durchgang 2 | Durchgang 2 | Gesamt      | Gesamt |
| Athleten     | Wettbewerb | Zeit        | Rang        | Zeit        | Rang        | Zeit        | Rang   |
| ------------ | ---------- | ----------- | ----------- | ----------- | ----------- | ----------- | ------ |
| Jungen       |            |             |             |             |             |             |        |
| Samuel Beach | Monobob    | 59,02 s     | 14          | 59,32 s     | 15          | 1:58,34 min | 14     |

### Curling
| Athleten                                               | Wettbewerb | Gruppenrunde | Gruppenrunde | Viertelfinale | Viertelfinale | Halbfinale | Halbfinale | Finale | Finale   | Finale |
| Athleten                                               | Wettbewerb | Siege        | Niederlagen  | Gegner        | Ergebnis      | Gegner     | Ergebnis   | Gegner | Ergebnis | Rang   |
| ------------------------------------------------------ | ---------- | ------------ | ------------ | ------------- | ------------- | ---------- | ---------- | ------ | -------- | ------ |
| Gemischt                                               |            |              |              |               |               |            |            |        |          |        |
| Luc Violette Cora Farrell Ben Richardson Cait Flannery | Team       | 6            | 1            | Norwegen      | 5 : 4         | Russland   | 8 : 6      | Kanada | 4 : 10   | Silber |

### Eishockey

#### Jungen
| Vereinigte Staaten | Spieler Drew DeRidder, Todd Scott, Ty Emberson, Christian Krygier, Will MacKinnon, Adam Samuelsson, Mattias Samuelsson, Jacob Semik, Jack DeBoer, Jonathan Gruden, Erik Middendorf, Jacob Pivonka, Ryan Savage, Oliver Wahlstrom, T. J. Walsh, Tyler Weiss, Jake Wise |

Gruppenphase
| Pl. |                    | Sp | S | OTS | OTN | N | Tore  | Punkte |
| 1.  | Kanada             | 4  | 3 | 0   | 0   | 1 | 18:07 | 9      |
| 2.  | Vereinigte Staaten | 4  | 3 | 0   | 0   | 1 | 18:07 | 9      |
| 3.  | Russland           | 4  | 2 | 1   | 0   | 1 | 21:09 | 8      |
| 4.  | Finnland           | 4  | 1 | 0   | 1   | 2 | 14:11 | 4      |
| 5.  | Norwegen           | 4  | 0 | 0   | 0   | 4 | 01:38 | 0      |

 Halbfinale 
| 19. Februar 2016 20:00 Uhr | Vereinigte Staaten Jacob Pivonka (19:41) Jake Wise (43:18) T. J. Walsh (44:30) | 3:0 (0:0, 1:0, 2:0) | Russland | Youth Hall, Lillehammer |

 Finale 
| 21. Februar 2016 15:00 Uhr | Kanada Ryan Merkley (24:32) Allan McShane (41:11) | 2:5 (0:1, 1:2, 1:2) | Vereinigte Staaten T. J. Walsh (8:00) Jack DeBoer (17:56) Christian Krygier (26:25) Tyler Weiss (44:04) Jake Wise (44:41) | Kristins Hall, Lillehammer |

### Eiskunstlauf
| Athleten                     | Wettbewerb | Kurzprogramm | Kurzprogramm | Free Skating/Dance | Free Skating/Dance | Gesamt | Gesamt |
| Athleten                     | Wettbewerb | Punkte       | Rang         | Punkte             | Rang               | Punkte | Rang   |
| ---------------------------- | ---------- | ------------ | ------------ | ------------------ | ------------------ | ------ | ------ |
| Jungen                       |            |              |              |                    |                    |        |        |
| Camden Pulkinen              | Einzel     | 57,91        | 7            | 108,68             | 8                  | 166,59 | 7      |
| Mädchen                      |            |              |              |                    |                    |        |        |
| Vanna Giang                  | Einzel     | 48,14        | 10           | 87,51              | 7                  | 135,65 | 8      |
| Paar                         |            |              |              |                    |                    |        |        |
| Sarah Rose Joseph Goodpaster | Paar       | 46,47        | 5            | 80,06              | 6                  | 126,53 | 6      |
| Chloe Lewis Logan Bye        | Eistanz    | 55,07        | 3            | 81,30              | 2                  | 136,37 | Silber |

### Eisschnelllauf
| Athleten     | Wettbewerb  | Durchgang 1 | Durchgang 1 | Durchgang 2 | Durchgang 2 | Gesamt      | Gesamt |
| Athleten     | Wettbewerb  | Zeit        | Rang        | Zeit        | Rang        | Zeit        | Rang   |
| ------------ | ----------- | ----------- | ----------- | ----------- | ----------- | ----------- | ------ |
| Jungen       |             |             |             |             |             |             |        |
| Austin Kleba | 500 m       | 37,14 s     | 4           | 37,19 s     | 9           | 74,34 s     | 6      |
| Austin Kleba | 1500 m      |             |             |             |             | 1:53,87 min | 5      |
| Austin Kleba | Massenstart |             |             |             |             | 6:01,63 min | 24     |

### Freestyle-Skiing

#### Halfpipe
| Athleten       | Wettbewerb | Finale       | Finale       | Finale       | Finale           | Finale |
| Athleten       | Wettbewerb | Durchgang 1  | Durchgang 2  | Durchgang 3  | Bester Durchgang | Rang   |
| -------------- | ---------- | ------------ | ------------ | ------------ | ---------------- | ------ |
| Jungen         |            |              |              |              |                  |        |
| Alexander Hall | Halfpipe   | 75,80 Punkte | 12,20 Punkte | 78,00 Punkte | 78,00 Punkte     | 4      |
| Birk Irving    | Halfpipe   | 84,80 Punkte | 93,00 Punkte | DNS          | 93,00 Punkte     | Gold   |
| Mädchen        |            |              |              |              |                  |        |
| Paula Cooper   | Halfpipe   | 72,60 Punkte | 79,00 Punkte | 34,40 Punkte | 79,00 Punkte     | Silber |
| Nikita Rubocki | Halfpipe   | 68,40 Punkte | 70,20 Punkte | 58,80 Punkte | 70,20 Punkte     | 4      |

#### Skicross
| Athleten        | Wettbewerb | Qualifikation | Qualifikation | Vorlauf | Vorlauf | Halbfinale         | Finale             |
| Athleten        | Wettbewerb | Zeit          | Rang          | Punkte  | Rang    | Position           | Position           |
| --------------- | ---------- | ------------- | ------------- | ------- | ------- | ------------------ | ------------------ |
| Jungen          |            |               |               |         |         |                    |                    |
| Russell Malm    | Skicross   | 44,62 s       | 9             | 7       | 14      | nicht qualifiziert | nicht qualifiziert |
| Mädchen         |            |               |               |         |         |                    |                    |
| Abigail Zagnoli | Skicross   | 47,85 s       | 11            | 12      | 9       | nicht qualifiziert | nicht qualifiziert |

#### Slopestyle
| Athleten       | Wettbewerb | Finale       | Finale       | Finale           | Finale |
| Athleten       | Wettbewerb | Durchgang 1  | Durchgang 2  | Bester Durchgang | Rang   |
| -------------- | ---------- | ------------ | ------------ | ---------------- | ------ |
| Jungen         |            |              |              |                  |        |
| Alexander Hall | Slopestyle | 83,40 Punkte | 87,40 Punkte | 87,40 Punkte     | Silber |
| Birk Irving    | Slopestyle | DNS          | DNS          | DNS              | DNS    |
| Mädchen        |            |              |              |                  |        |
| Nikita Rubocki | Slopestyle | 50,60 Punkte | 41,40 Punkte | 50,60 Punkte     | 8      |

### Nordische Kombination
| Athleten   | Wettbewerb                    | Skispringen | Skispringen | Skispringen | Skispringen   | Langlauf    | Langlauf |
| Athleten   | Wettbewerb                    | Weite       | Punkte      | Rang        | Zeitrückstand | Zeit        | Rang     |
| ---------- | ----------------------------- | ----------- | ----------- | ----------- | ------------- | ----------- | -------- |
| Jungen     |                               |             |             |             |               |             |          |
| Ben Loomis | Normalschanze / 5 km Langlauf | 98,5 m      | 129,7       | 2           | 0:08 min      | 13:36,6 min | Silber   |

| Athleten                                                             | Wettbewerb                             | Skispringen | Skispringen | Skispringen   | Langlauf    | Langlauf |
| Athleten                                                             | Wettbewerb                             | Punkte      | Rang        | Zeitrückstand | Zeit        | Rang     |
| -------------------------------------------------------------------- | -------------------------------------- | ----------- | ----------- | ------------- | ----------- | -------- |
| Gemischt                                                             |                                        |             |             |               |             |          |
| Logan Sankey Ben Loomis Casey Larson Hannah Halvorsen Hunter Wonders | Team Skispringen/Nordische Kombination | 286,2       | 10          | 1:59 min      | 28:26,7 min | 8        |

### Rennrodeln
| Athleten                  | Wettbewerb   | Durchgang 1 | Durchgang 1 | Durchgang 2 | Durchgang 2 | Gesamt       | Gesamt |
| Athleten                  | Wettbewerb   | Zeit        | Rang        | Zeit        | Rang        | Zeit         | Rang   |
| ------------------------- | ------------ | ----------- | ----------- | ----------- | ----------- | ------------ | ------ |
| Jungen                    |              |             |             |             |             |              |        |
| Justine Taylor            | Einsitzer    | 48,908 s    | 13          | 49,248 s    | 16          | 1:38,156 min | 15     |
| Duncan Biles Alanson Owen | Doppelsitzer | 54,056 s    | 8           | 54,068 s    | 10          | 1:48,124 min | 8      |
| Mädchen                   |              |             |             |             |             |              |        |
| Ashley Farquharson        | Einsitzer    | DNF         | DNF         | DNF         | DNF         | DNF          | DNF    |

| Athleten                                                    | Wettbewerb  | Mädchen  | Mädchen | Junge        | Junge | Doppel       | Doppel | Gesamt       | Gesamt |
| Athleten                                                    | Wettbewerb  | Zeit     | Rang    | Zeit         | Rang  | Zeit         | Rang   | Zeit         | Rang   |
| ----------------------------------------------------------- | ----------- | -------- | ------- | ------------ | ----- | ------------ | ------ | ------------ | ------ |
| Gemischt                                                    |             |          |         |              |       |              |        |              |        |
| Ashley Farquharson Justine Taylor Duncan Biles Alanson Owen | Teamstaffel | 57,750 s | 6       | 1:00,090 min | 12    | 1:00,020 min | 8      | 2:57,860 min | 10     |

### Shorttrack
| Athleten  | Wettbewerb | Viertelfinale | Viertelfinale | Halbfinale   | Halbfinale | Finale       | Finale |
| Athleten  | Wettbewerb | Zeit          | Rang          | Zeit         | Rang       | Zeit         | Rang   |
| --------- | ---------- | ------------- | ------------- | ------------ | ---------- | ------------ | ------ |
| Jungen    |            |               |               |              |            |              |        |
| Aaron Heo | 500 m      | 44,052 s      | 3             | 44,396 s     | 2          | 45,413 s     | 11     |
| Aaron Heo | 1000 m     | 1:31,071 min  | 3             | 1:52,861 min | 1          | 1:35,707 min | 10     |

### Skeleton
| Athleten        | Durchgang 1 | Durchgang 1 | Durchgang 2 | Durchgang 2 | Gesamt      | Gesamt |
| Athleten        | Zeit        | Rang        | Zeit        | Rang        | Zeit        | Rang   |
| --------------- | ----------- | ----------- | ----------- | ----------- | ----------- | ------ |
| Jungen          |             |             |             |             |             |        |
| Kindrick Carter | 55,16 s     | 11          | 54,95 s     | 11          | 1:50,11 min | 11     |
| Mitchell Jones  | 55,43 s     | 13          | 55,61 s     | 14          | 1:51,04 min | 13     |
| Mädchen         |             |             |             |             |             |        |
| Rebecca Hass    | 56,95 s     | 11          | 56,58 s     | 8           | 1:53,53 min | 9      |
| Kalyn McGuire   | 57,19 s     | 12          | 57,61 s     | 16          | 1:54,80 min | 16     |

### Ski Alpin
| Jungen        |              |             |     |                    |                    |                    |                    |
| River Radamus | Super-G      |             |     |                    |                    | 1:10,62 min        | Gold               |
| River Radamus | Riesenslalom | 1:17,16 min | 1   | 1:17,89 min        | 3                  | 2:35,05 min        | Gold               |
| River Radamus | Slalom       | DNF         | DNF | nicht qualifiziert | nicht qualifiziert | nicht qualifiziert | nicht qualifiziert |
| River Radamus | Kombination  | 1:11,15 min | 1   | 41,72 s            | 7                  | 1:52,87 min        | Gold               |
| Mädchen       |              |             |     |                    |                    |                    |                    |
| Keely Cashman | Super-G      |             |     |                    |                    | 1:14,52 min        | 10                 |
| Keely Cashman | Riesenslalom | 1:22,21 min | 15  | 1:18,50 min        | 14                 | 2:40,71 min        | 14                 |
| Keely Cashman | Slalom       | 57,10 s     | 11  | 53,58 s            | 15                 | 1:50,68 min        | 13                 |
| Keely Cashman | Kombination  | 1:15,75 min | 11  | DNF                | DNF                | DNF                | DNF                |

| Athleten                    | Wettbewerb     | Achtelfinale  | Viertelfinale      | Halbfinale         | Finale             | Finale             |                    |
| Athleten                    | Wettbewerb     | Ergebnis      | Ergebnis           | Ergebnis           | Ergebnis           | Rang               |                    |
| --------------------------- | -------------- | ------------- | ------------------ | ------------------ | ------------------ | ------------------ | ------------------ |
| Gemischt                    |                |               |                    |                    |                    |                    |                    |
| Keely Cashman River Radamus | Teamwettbewerb | Kanada 2 – 2+ | nicht qualifiziert | nicht qualifiziert | nicht qualifiziert | nicht qualifiziert | nicht qualifiziert |

### Skilanglauf
| Athleten         | Wettbewerb       | Qualifikation | Qualifikation | Viertelfinale | Viertelfinale | Halbfinale         | Halbfinale         | Finale             | Finale             |
| Athleten         | Wettbewerb       | Zeit          | Rang          | Zeit          | Rang          | Zeit               | Rang               | Zeit               | Rang               |
| ---------------- | ---------------- | ------------- | ------------- | ------------- | ------------- | ------------------ | ------------------ | ------------------ | ------------------ |
| Jungen           |                  |               |               |               |               |                    |                    |                    |                    |
| Hunter Wonders   | Cross            | 3:19,42 min   | 30            |               |               | 3:12,18 min        | 9                  | nicht qualifiziert | nicht qualifiziert |
| Hunter Wonders   | Sprint klassisch | 3:13,15 min   | 29            | 3:04,65 min   | 3             | nicht qualifiziert | nicht qualifiziert | nicht qualifiziert | nicht qualifiziert |
| Hunter Wonders   | 10 km Freistil   |               |               |               |               |                    |                    | 24:48,5 min        | 8                  |
| Mädchen          |                  |               |               |               |               |                    |                    |                    |                    |
| Hannah Halvorsen | Cross            | 3:44,04 min   | 10            |               |               | 3:39,91 min        | 5                  | nicht qualifiziert | nicht qualifiziert |
| Hannah Halvorsen | Sprint klassisch | 3:38,73 min   | 13            | 3:28,40 min   | 1             | 3:28,77 min        | 3                  | 3:33,20 min        | 6                  |
| Hannah Halvorsen | 5 km Freistil    |               |               |               |               |                    |                    | 14:13,8 min        | 17                 |

### Skispringen
| Athleten     | Wettbewerb    | Erste Runde | Erste Runde | Erste Runde | Finale | Finale | Finale | Gesamt | Gesamt |
| Athleten     | Wettbewerb    | Weite       | Punkte      | Rang        | Weite  | Punkte | Rang   | Punkte | Rang   |
| ------------ | ------------- | ----------- | ----------- | ----------- | ------ | ------ | ------ | ------ | ------ |
| Jungen       |               |             |             |             |        |        |        |        |        |
| Casey Larson | Normalschanze | 97,0 m      | 119,0       | 6           | 87,0 m | 102,5  | 9      | 221,5  | 6      |
| Mädchen      |               |             |             |             |        |        |        |        |        |
| Logan Sankey | Normalschanze | 74,0 m      | 65,8        | 12          | 69,0 m | 58,7   | 12     | 124,5  | 12     |

| Athleten                             | Wettbewerb               | Erste Runde | Erste Runde | Finale | Finale | Gesamt | Gesamt |
| Athleten                             | Wettbewerb               | Punkte      | Rang        | Punkte | Rang   | Punkte | Rang   |
| ------------------------------------ | ------------------------ | ----------- | ----------- | ------ | ------ | ------ | ------ |
| Gemischt                             |                          |             |             |        |        |        |        |
| Logan Sankey Ben Loomis Casey Larson | Mixed-Team Normalschanze | 273,8       | 10          | 257,8  | 11     | 531,6  | 10     |

### Snowboard

#### Halfpipe
| Athleten        | Wettbewerb | Finale       | Finale       | Finale       | Finale           | Finale |
| Athleten        | Wettbewerb | Durchgang 1  | Durchgang 2  | Durchgang 3  | Bester Durchgang | Rang   |
| --------------- | ---------- | ------------ | ------------ | ------------ | ---------------- | ------ |
| Jungen          |            |              |              |              |                  |        |
| Nikolas Baden   | Halfpipe   | 83,25 Punkte | 50,50 Punkte | 85,25 Punkte | 85,25 Punkte     | Silber |
| Jake Pates      | Halfpipe   | 46,50 Punkte | 92,00 Punkte | 93,00 Punkte | 93,00 Punkte     | Gold   |
| Mädchen         |            |              |              |              |                  |        |
| Chloe Kim       | Halfpipe   | 94,25 Punkte | 96,50 Punkte | 96,25 Punkte | 96,50 Punkte     | Gold   |
| Hailey Langland | Halfpipe   | 39,75 Punkte | 52,50 Punkte | 56,00 Punkte | 56,00 Punkte     | 9      |

#### Snowboardcross
| Athleten        | Wettbewerb     | Qualifikation | Qualifikation | Vorlauf | Vorlauf | Halbfinale         | Finale             |
| Athleten        | Wettbewerb     | Zeit          | Rang          | Punkte  | Rang    | Position           | Position           |
| --------------- | -------------- | ------------- | ------------- | ------- | ------- | ------------------ | ------------------ |
| Jungen          |                |               |               |         |         |                    |                    |
| Jake Vedder     | Snowboardcross | 47,91 s       | 2             | 20      | 1       | 1                  | Gold               |
| Mädchen         |                |               |               |         |         |                    |                    |
| Shannon Maguire | Snowboardcross | 52,04 s       | 5             | 13      | 9       | nicht qualifiziert | nicht qualifiziert |

#### Slopestyle
| Athleten        | Wettbewerb | Finale       | Finale       | Finale           | Finale |
| Athleten        | Wettbewerb | Durchgang 1  | Durchgang 2  | Bester Durchgang | Rang   |
| --------------- | ---------- | ------------ | ------------ | ---------------- | ------ |
| Jungen          |            |              |              |                  |        |
| Nikolas Baden   | Slopestyle | 64,50 Punkte | 52,00 Punkte | 64,50 Punkte     | 11     |
| Jake Pates      | Slopestyle | 93,00 Punkte | 94,75 Punkte | 94,75 Punkte     | Gold   |
| Mädchen         |            |              |              |                  |        |
| Chloe Kim       | Slopestyle | 87,50 Punkte | 88,25 Punkte | 88,25 Punkte     | Gold   |
| Hailey Langland | Slopestyle | 64,25 Punkte | 55,75 Punkte | 64,25 Punkte     | 8      |

#### Teamwettbewerb Ski/Snowboardcross
| Athleten                                                 | Wettbewerb                        | Viertelfinale | Halbfinale | Finale   |
| Athleten                                                 | Wettbewerb                        | Position      | Position   | Position |
| -------------------------------------------------------- | --------------------------------- | ------------- | ---------- | -------- |
| Gemischt                                                 |                                   |               |            |          |
| Shannon Maguire Abigail Zagnoli Jake Vedder Russell Malm | Teamwettbewerb Ski/Snowboardcross | 2             | 4          | 8        |